# کلیفورد کافین
کلیفورد کافین (انگلیسی: Clifford Coffin; ۱۰ فوریهٔ ۱۸۷۰ – ۴ فوریهٔ ۱۹۵۹) فرد نظامی اهل بریتانیا بود. وی همچنین برندهٔ جوایزی همچون لژیون دونور (شوالیه)، صلیب نظامی ۱۹۱۴-۱۹۱۸ (فرانسه)، و صلیب ویکتوریا شده‌است.